# Tankeexperiment
Ett tankeexperiment är att föreställa sig en situation som inte överensstämmer med verkligheten i syfte att förstå eller förenkla någonting och vad som följer av det. Tankeexperimentet kan både vara möjligt att genomföra eller inte, och även om det kan genomföras så behöver det inte finnas någon avsikt att faktiskt genomföra det. Målet med tankeexperiment brukar ofta vara att utforska möjliga konsekvenser av olika principer. Kända exempel på tankeexperiment innefattar bland annat Theseusskeppet, "Om ett träd faller i skogen", Schrödingers katt, Laplaces demon och Maxwells demon.

## Historisk bakgrund
Tankeexperiment har förekommit mycket länge, och var i antiken det vanliga mönstret för matematiska bevis. Tankeexperimentet är således äldre än euklidisk geometri, där fokus snarare låg på de konceptuella än på de experimentella delarna av ett tankeexperiment. I modern vetenskapshistoria är ett framträdande tankeexperiment Galileos demonstration av att fallande objekt måste falla i samma hastighet oavsett massa.  Många tror att detta var en regelrätt fysisk demonstration, där Galileo från lutande tornet i Pisa släppte två tunga vikter. Faktum är dock att det var en logisk demonstration där Galileo använde tankeexperiment.
Tankeexperiment har förekommit i flera olika fält under lång tid, bland annat filosofi, rättsvetenskap, fysik och matematik. Inom filosofin har det åtminstone använts sedan antiken, vissa experiment redan sedan innan Sokrates. Inom rättsvetenskapen var tankeexperiment välkända för romerska advokater, vilket har citerats i Digesta. Inom fysiken och andra naturvetenskaper har det förekommit anmärkningsvärda experiment från 1700-talet, och framförallt under 1900-talet, även om exempel kan finnas så tidigt som hos Galileo.

## Användning
De används ofta för att utmana (eller avfärda) förhärskande teorier, ofta genom reductio ad absurdum, för att bekräfta förhärskande teorier, etablera nya teorier eller samtidigt avfärda en förhärskande teori och etablera en ny, genom ömsesidigt uteslutande. 

## Olika varianter av tankeexperiment
I allmänhet finns det sju olika varianter av tankeexperiment, där man antingen resonerar från orsak till verkan, eller från verkan till orsak. Dessa är 'prefactual', 'counterfactual', 'semifactual', 'prediction', 'hindcasting', 'retrodiction' och 'backcasting'. 
- 'Prefactual' tankeexperiment spekulerar om möjliga framtida utfall, givet nutiden, och frågar sig vad som kommer att hända om händelse E inträffar.[5]
- 'Counterfactual' argument används för att spekulera om möjliga utfall givet ett annat förflutet.[6] Här frågar man sig: "Vad hade hänt om A hade hänt istället för B?"
- 'Semifactual' frågar sig till vilken grad saker hade kunnat förbli samma, trots att något annat hänt i det förflutna. Man frågar sig: "kunde Y ha hänt även om X hände istället för E?" Liknande tankeexperiment är viktig inom klinisk medicin.
- 'Prediction' försöker projicera samtida förhållanden på framtiden.
- I 'Hindcasting' försöker man använda en modell efter att en händelse har inträffat för att se om man lyckas simulera och förutspå händelsen genom modellen på ett giltigt vis.
- 'Retrodiction' innebär att arbeta sig bakåt i tiden, steg för steg, i så många steg som anses behövas, från samtid till ett spekulerat förflutet, för att försöka finna den slutgiltiga orsaken till en särskild händelse.
- 'Backcasting', slutligen, innebär att fastställa en beskrivning av en väldigt bestämd och specifik framtida situation. Genom att imaginärt arbeta sig bakåt i tiden, steg för steg, från framtiden till samtiden, försöker man finna den mekanism genom vilken den specifika framtida situationen kan nås från samtiden.[7]

## Inom filosofin
Inom filosofin föreställer man sig i ett tankeexperiment vanligtvis ett scenario med syftet att få fram ett intuitivt eller förnuftigt svar på hur saker beter sig i tankeexperimentet. Scenariot utformas vanligtvis för att komma åt en specifik filosofisk ståndpunkt, såsom moralitet, medvetandets natur eller lingvistisk referens. Svaret på det föreställda scenariot väntas ge oss svar på denna ståndpunkts natur i varje scenario, verkligt eller fantiserat. Ofta hoppas man att det finns allmän samstämmighet om de intuitioner som man får fram genom tankeexperimentet. Ett framgångsrikt tankeexperiment är ett där intuitionerna om det är brett accepterade. Ofta, dock, har filosofier vitt skilda åsikter om sina intuitioner om ett givet scenario. Till och från har naturtillståndet varit ett vanligt tankeexperiment, bland annat hos Thomas Hobbes, John Locke och John Rawls (delvis, se även okunnighetens slöja). Ett tidigt tankeexperiment var Platons grottliknelse.
Ett scenario som framställs i ett tankeexperiment måste i någon mån vara möjligt. I många tankeexperiment är scenariot nomologiskt möjligt (förenligt med naturlagar). John Searles Det kinesiska rummet är nomologiskt möjligt. Vissa tankeexperiment framställer scenarior som inte är nomologiskt möjliga. Hilary Putnams tvillingvärld, där Putnam ber läsaren föreställa sig ett scenario i vilken det finns en substans med alla observerbara egenskaper hos vatten (smak, färg, kokpunkt) men som är kemiskt annorlunda från vatten. Det har argumenterats för att detta tankeexperiment inte är nomologiskt möjligt även om det till exempel skulle kunna vara metafysiskt möjligt. Det är omdiskuterat huruvida ett tankeexperiments nomologiska omöjlighet gör intuitioner om det mer diskutabla. 
I vissa fall kan hypotetiska scenarior anses vara även metafysiskt omöjliga, eller omöjliga över huvud taget. David Chalmers menar att vi kan föreställa oss zombier, eller personer som är fysiskt identiska med oss på alla sätt men som saknar medvetande. Detta används för att bevisa att fysikalism är falskt. Vissa hävdar dock att zombier inte går att föreställa sig: vi kan lika mycket föreställa oss en zombie som att 1+1=3. Andra har hävdat att ett scenarios begriplighet kanske inte medför dess möjlighet.
Inom särskilt medvetandefilosofin har användandet av tankeexperiment kritiserats. Daniel Dennett har hånfullt refererat till vissa typer av tankeexperiment, såsom det kinesiska rummet, och hävdat att de blott är tunt förklädda vädjan till intuitioner, som misslyckas när de analyseras noggrant. Annan kritik har lyfts är att vissa science fiction-liknande tankeexperiment är för vilda för att kunna ge klara intuitioner, eller att alla resulterande intuitioner inte möjligtvis skulle kunna tillhöra den verkliga världen.